# Rattus novaeguineae
Rattus novaeguineae — один з видів гризунів роду пацюків (Rattus).

## Поширення
Цей вид має неоднорідний розподіл у центральній частині о. Папуа Нова Гвінея. Проживає від 740 до 1520 м над рівнем моря. Був зібраний у первинних вологих тропічних лісах, створених штучних лісах і на луках. Був записаний у рослинності вздовж потоків і берегів річок у гірських лісах. Розмножуються цілий рік, самиці народжують від чотирьох до шести дитинчат.

## Морфологічні особливості
Гризуни середнього розміру, завдовжки 155—235 мм, хвіст — 135—185 мм, стопа — 32,7 — 37,4 мм, вухо — 17 — 23,7 мм. Вага досягає 180 грамів.

## Зовнішність
Хутро шорстке і густо посипано колючими волосками, особливо на спині. Забарвлення верхніх частин темно-коричневе з червонувато-коричневими відблисками, а вентральні частини — білі. Роздільна лінія вздовж боків чітка. Вібріси завдовжки до 60 мм. Вуха посипані кількома короткими коричневими волосками. Задня частина стопи покрита білуватим волоссям. Хвіст коротший за голову і тіло, він рівномірно коричневий, іноді з білим кінчиком. Він покритий кількома маленькими волосками і на 10 сантиметрів є 10 лусочкових кілець. У самиць є пара грудних сосків, постіксаксілярна пара і дві пахові пари.

## Загрози та охорона
Немає серйозних загроз для цього виду. Не відомо, чи цей вид присутній в будь-якій з охоронних територій.